# Renzo Piano

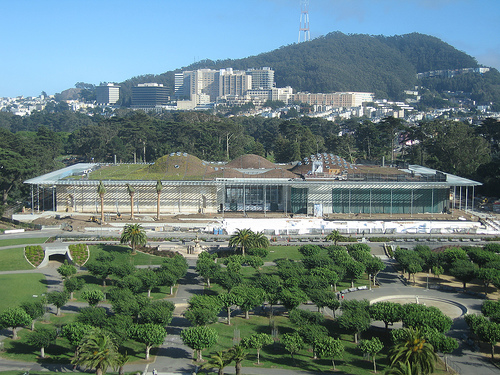
Het nieuwe onderkomen van de California Academy of Sciences, opgeleverd in 2008 naar een ontwerp van Renzo Piano

Renzo Piano (Genua, 14 september 1937) is een Italiaans architect en industrieel ontwerper.

## Biografie
In 1964 studeerde hij af als architect in Milaan aan de Politecnico di Milano. Hij bleef er nadien nog enkele jaren actief als docent.
In 1971 startte hij samen met Richard Rogers het bedrijf Piano & Rogers, met wie hij als grote opdracht het Centre Pompidou ontwierp. In 1977 richtte hij met Peter Rice l’Atelier Piano & Rice op. Met Rice werkte Piano samen tot 1993, toen Rice overleed. Na het overlijden van Peter Rice nam hij een nieuwe stap in zijn leven door de Renzo Piano Building Workshop op te richten. In deze onderneming werkt Piano met zo'n honderd mensen samen, onder wie diverse architecten. Piano is niet alleen als architect actief, maar staat ook bekend om zijn vele designontwerpen voor interieurs en keukens.
In 2008 kreeg hij de Deense Sonningprisen toegekend voor 'zijn uitmuntende bijdragen aan de Europese cultuur'.

## Werk
Bekende werken van Renzo Piano zijn onder andere:
- Centre Pompidou in Parijs samen met Richard Rogers (1971-1977);
- Centre commercial Bercy 2 in Parijs (1987-1990);
- Columbus Internationale Expositie in Genua (1985-1992);
- Internationale Luchthaven Kansai in Osaka (1988-1994);
- Reconstructie Potsdamer Platz in Berlijn (1992-2000);
- NEMO in Amsterdam (1992-1997);
- Centre culturel Tjibaou in Nouméa (1995-1998);
- Toren op Zuid (KPN-Kantoor) in Rotterdam (1997-2000);
- Fondation Beyeler, Bazel, Zwitserland (1997);
- Auditorium Parco della Musica, Rome (1995-2002);
- Istanbul Modern in Istanbul, Türkiye (2004)
- Zentrum Paul Klee, Bern, (opgeleverd in 2005);
- Vulcano buono (2002-2007) nabij Napels, een winkelcentrum in de vorm van de vulkaan Vesuvius
- Restauratie en aanbouw The Morgan Library and Museum, New York (2003-2006);
- De cité internationale in Lyon (opgeleverd in 2006);
- Het nieuwe onderkomen van de California Academy of Sciences in San Francisco (opgeleverd in 2008);
- The Shard in Londen, hoogste gebouw van Europa (opgeleverd in 2012);
- Nieuw onderkomen voor het Astrup Fearnley Museet for Moderne Kunst in Oslo (opgeleverd in 2012);
- Centro Botín, Santander (2012-2017)
- Tribunal de Paris, Parijs (2018)
- Ontwerp van de Ponte San Giorgio in Genua (2019-2020)

Philip Johnson (1979) · Luis Barragán (1980) · James Stirling (1981) · Kevin Roche (1982) · I.M. Pei (1983) · Richard Meier (1984) · Hans Hollein (1985) · Gottfried Böhm (1986) · Kenzo Tange (1987) · Gordon Bunshaft en Oscar Niemeyer (1988) · Frank Gehry (1989) · Aldo Rossi (1990) · Robert Venturi (1991) · Álvaro Siza (1992) · Fumihiko Maki (1993) · Christian de Portzamparc (1994) · Tadao Ando (1995) · Rafael Moneo (1996) · Sverre Fehn (1997) · Renzo Piano (1998) · Norman Foster (1999) · Rem Koolhaas (2000) · Herzog & de Meuron (2001) · Glenn Murcutt (2002) · Jørn Utzon (2003) · Zaha Hadid (2004) · Thom Mayne (2005) · Paulo Mendes da Rocha (2006) · Richard Rogers (2007) · Jean Nouvel (2008) · Peter Zumthor (2009) · Kazuyo Sejima en Ryue Nishizawa (SANAA) (2010) · Eduardo Souto de Moura (2011) · Wang Shu (2012) · Toyo Ito (2013) · Shigeru Ban (2014) · Frei Otto (2015) · Alejandro Aravena (2016) · Rafael Aranda, Carme Pigem en Ramon Vilalta (RCR Arquitectes) (2017) · Balkrishna Doshi (2018) · Arata Isozaki (2019) · Grafton Architects (2020) · Anne Lacaton en Jean-Philippe Vassal (2021) · Francis Kéré (2022) · David Chipperfield (2023)
- Bibsys: 90350668
- Biblioteca Nacional de España: XX1139182
- Bibliothèque nationale de France: cb120176093 (data)
- Catàleg d'autoritats de noms i títols de Catalunya: 981058514146106706
- CiNii: DA02125288
- Gemeinsame Normdatei: 11889787X
- International Standard Name Identifier: 0000 0001 2144 3749
- Library of Congress Control Number: n81086234
- Nationale Bibliotheek van Letland: 000223736
- MusicBrainz: 11dad304-cc56-4ff3-a49e-55d5e810bb69
- Bibliotheek van het Japanse parlement: 00719664
- Nationale Bibliotheek van Tsjechië: xx0014376
- Nationale bibliotheek van Australië: 36527044
- Nationale Bibliotheek van Israël: 987007500811805171
- Nationale Bibliotheek van Polen: a0000002682453
- Nationale en Universitaire bibliotheek Zagreb: 000356508
- Nederlandse Thesaurus van Auteursnamen: 071904778
- Réseau des bibliothèques de Suisse occidentale: 02-A003691482
- RKD-Nederlands Instituut voor Kunstgeschiedenis: 228565
- Istituto Centrale per il Catalogo Unico: CFIV036116
- SNAC: w65t4x9c
- Système universitaire de documentation: 028314735
- Trove: 1273724
- Union List of Artist Names: 500020049
- Virtual International Authority File: 95804495
- WorldCat: E39PBJc7XJ8wJQWPvr73QGRkDq